# Kim cang nhị dính
Kim cang nhị dính hay tầu muối, kim cang liên hùng (danh pháp: Smilax synandra) là một loài thực vật có hoa trong họ Smilacaceae. Loài này được Gagnep. miêu tả khoa học đầu tiên năm 1934.